# Laurentina

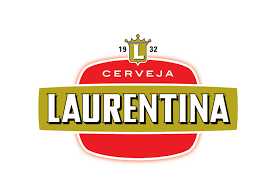
Laurentina Logo

Laurentina ist eine Biermarke und frühere Brauerei aus Mosambik. Sie wurde 1932 gegründet und ist seit 2002 eine Marke des mosambikanischen Braukonzerns Cervejas de Moçambique, seinerseits eine Anheuser-Busch InBev-Tochter. Laurentina hat einen Anteil von etwa 20 % am Biermarkt Mosambiks.

## Geschichte

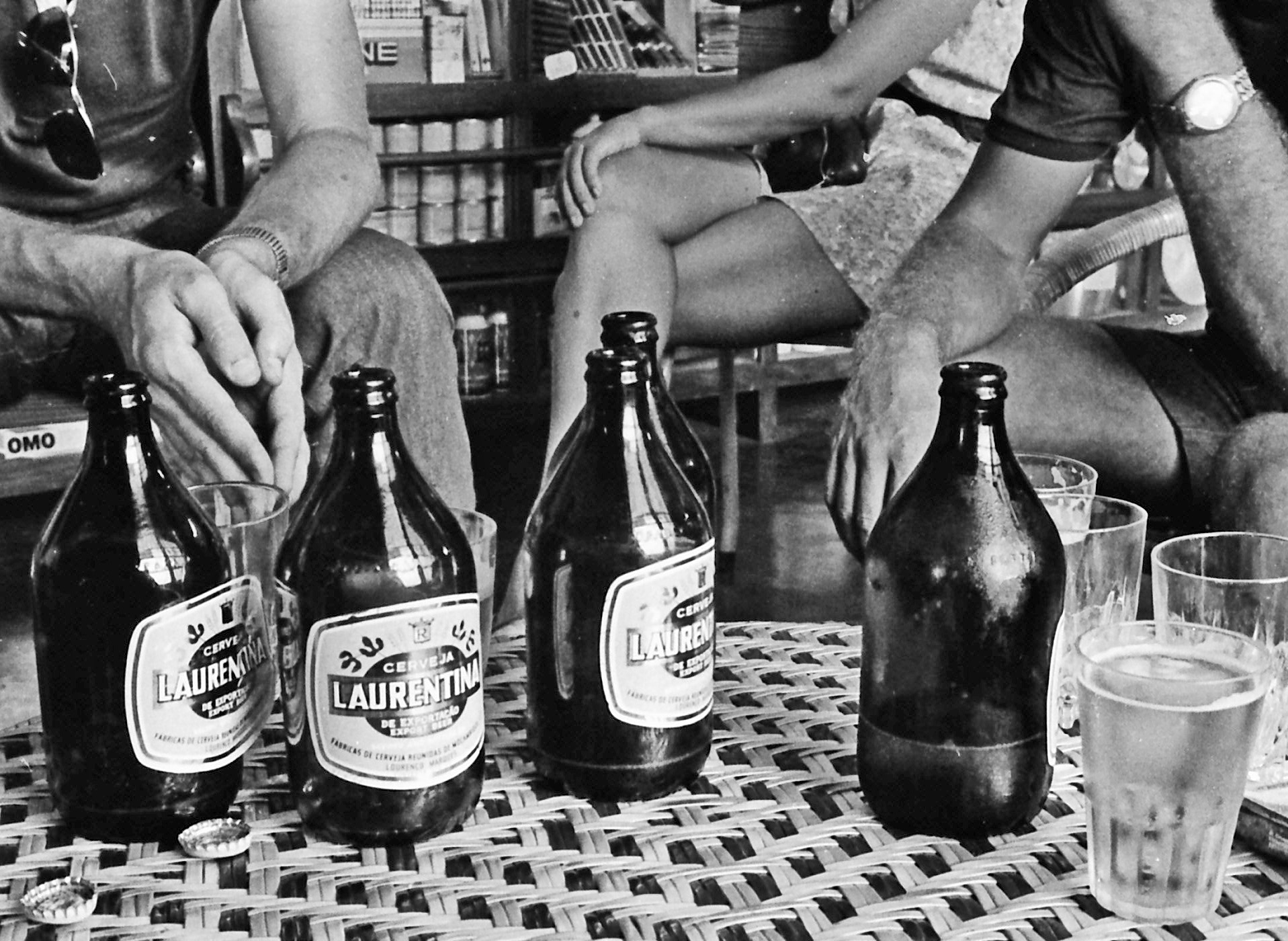
Laurentina Export in Portugiesisch-Timor (1971)

In der damaligen portugiesischen Kolonie Mosambik gründete der griechische Einwanderer Cretikos 1916 die Victoria Ice and Water Factory als erste Eis- und Mineralwasser-Fabrik in Mosambik. Er weitete danach die Produktion auf Erfrischungsgetränke aus und strebte auch die Produktion des ersten mosambikanischen Bieres an. Dazu reiste er nach Deutschland und stellte einen Braumeister ein. Nach dessen Rezept begann 1932 die Produktion des neuen Bieres, dass Cretikos Laurentina nannte, nach der Volksbezeichnung für die Einwohner seiner Stadt Lourenço Marques (heute Maputo). Die Braustätte wurde später zur Fábrica de Cerveja Reunidas ausgebaut.
Laurentina wurde das meistverkaufte Bier in Mosambik und fand auch im benachbarten Südafrika Absatz. Ernste inländische Konkurrenz erwuchs ihm erst 1962, durch die Biermarke 2M, heute unbestrittener Marktführer. Die zuvor bereits 1959 gegründete Manica aus Beira war nur regional bedeutend und kaum präsent in der Hauptstadt.
Nach der Unabhängigkeit Mosambiks 1975 sank der Laurentina-Absatz extrem. Grund war die wirtschaftliche Situation des Landes: 1977 war der Mosambikanische Bürgerkrieg ausgebrochen, und auch der planwirtschaftliche Umbau kam nicht voran. Einige wichtige Zutaten waren nun kaum noch zu beschaffen. Das Laurentina-Bier wurde aber durchgehend produziert, trotz der nur langsam abnehmenden Schwierigkeiten, auch wenn die zeitweise sehr geringe Produktion nicht annähernd die Nachfrage allein der Hauptstadt decken konnte.
Nach dem Ende der Volksrepublik Mosambik 1990 und dem folgenden marktwirtschaftlichen Umbau der Wirtschaft wurde Laurentina 1995 dann privatisiert und an die französische BGI/Groupe Castel verkauft.
2002 verkaufte Castel die Laurentina an die Cervejas de Moçambique (CDM). Diese gehört zu 49,1 % dem SABMiller-Konzern, der zudem das Unternehmen führt. Die CDM besitzt auch die weiteren mosambikanischen Biermarken, so den Marktführer 2M, das ebenfalls traditionsreiche Manica-Bier, und das 2012 neu eingeführte Impala, das weltweit erste industriell hergestellte Bier aus Maniok.

## Internationale Präsenz

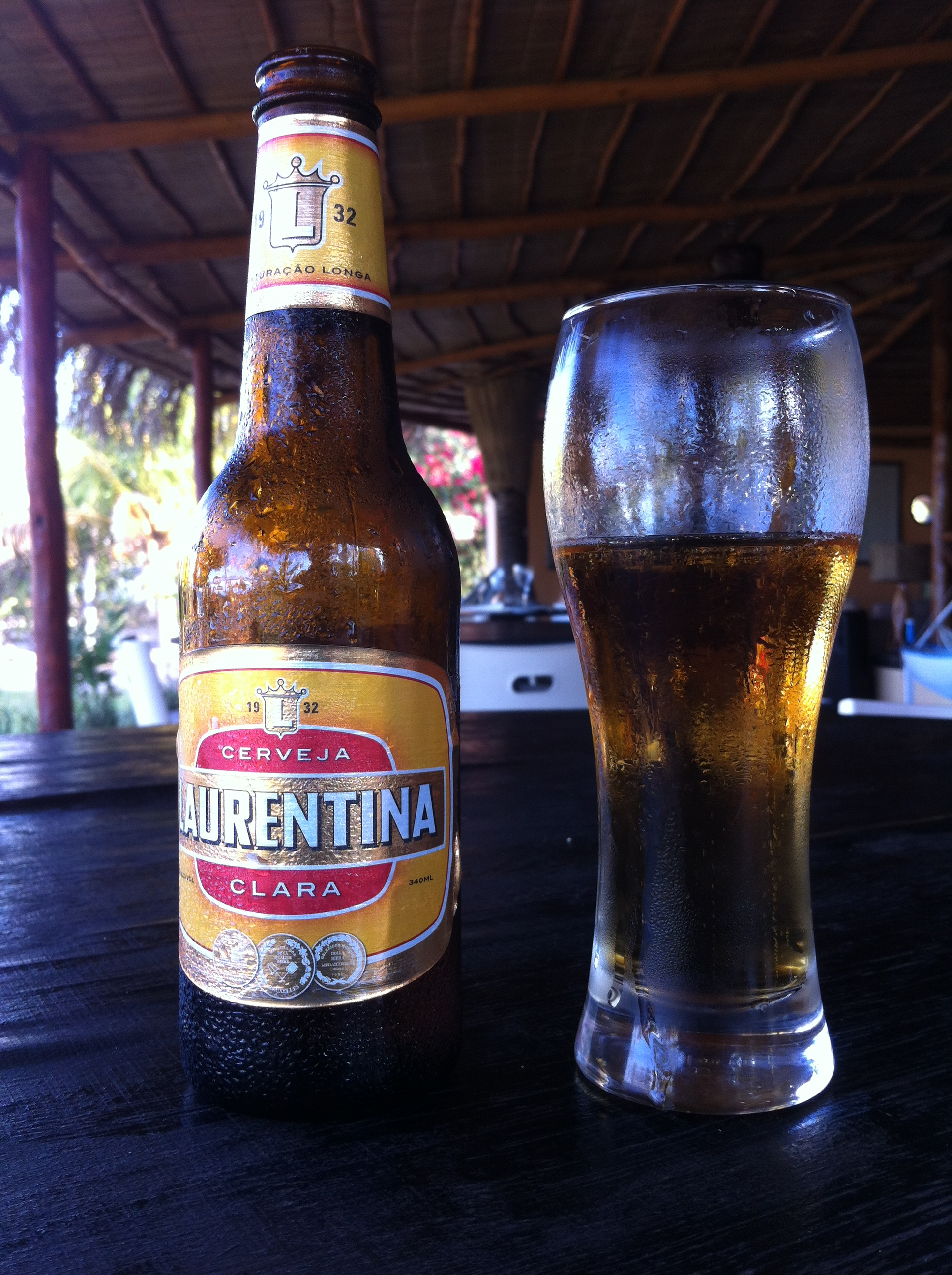
Eine Flasche helles Laurentina (Clara), genossen in der Nähe des Strands von Vilankulo.

Nach der Gründung 1932 verkaufte Laurentina einen Teil seiner Produktion auch ins nahe Südafrika, für das Mosambik insbesondere seit den 1920er bis Mitte der 1970er Jahre ein beliebtes Urlaubsziel war. Seit 2006 begann die CDM, Laurentina wieder gezielt zu exportieren. Neben Südafrika ist Großbritannien dabei das wichtigste Zielland. Die Exporte stellen bisher jedoch nur einen kleinen Teil des Umsatzes dar.
In einigen Supermärkten in Portugal ist Laurentina ebenfalls erhältlich, allerdings ohne Verbindung zu Mosambik, und auch ohne bedeutende Marktpräsenz. Ein Portugiese, der Mosambik während des Kolonialkriegs in Mosambik verließ, meldete nach der Nelkenrevolution die Marke in Deutschland neu an und produziert seither Laurentina-Bier für Portugal.

## Polemik um Werbekampagne 2011
Für Aufsehen sorgte 2011 eine Werbekampagne für das Dunkelbier Laurentina Preta. Dabei wurde ein stilisierter schwarzer Frauenkörper mit einem Etikett des Bieres gezeigt und von einem zweideutigen Spruch begleitet, der zum einen auf das verbessert erhältliche Dunkelbier (Cerveja preta – „schwarzes Bier“) abzielte, zum anderen aber als Anspielung auf die Verfügbarkeit einer auf ein Sexobjekt reduzierten schwarzen Frau aufgefasst werden konnte (original: Esta preta foi de boa para melhor - Agora com uma garrafa mais sexy., deutsch etwa: „Diese Schwarze gibt es nun noch besser -Jetzt mit noch verführerischerer Flasche. “).
Nach öffentlichen Protest und zunehmender internationaler Aufmerksamkeit, im portugiesischen Sprachraum und unter den internationalen Besuchern anlässlich der Afrikaspiele 2011 in Maputo, zog die CDM die Werbung wieder zurück.

## Sorten

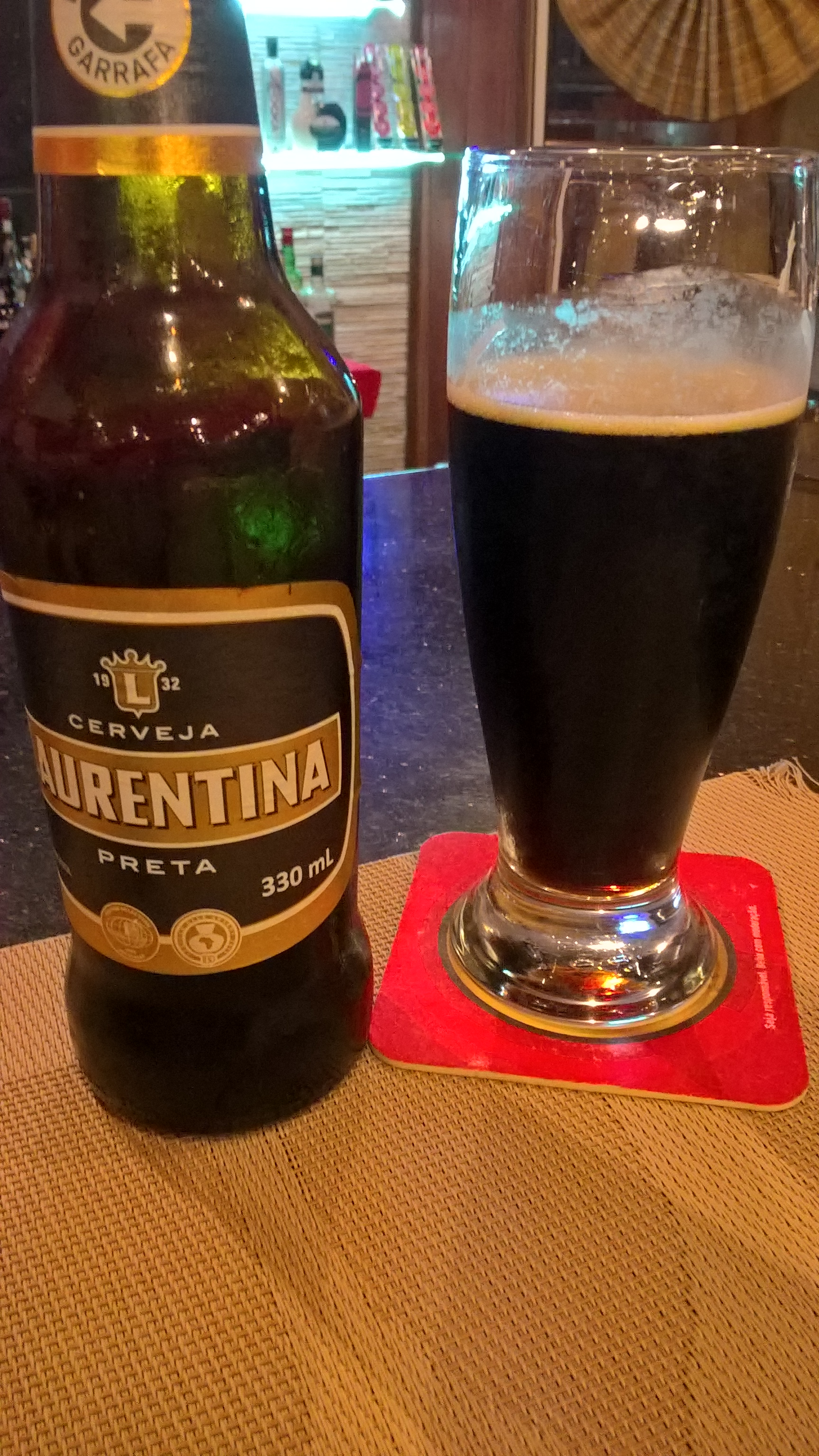
Laurentina Preta

- Laurentina Clara (Lagerbier)
- Laurentina Preta (Schwarzbier)
- Laurentina Premium